# Gig (album)
Gig è il primo album live della punk band Circle Jerks, pubblicato nel 1992.

## Tracklist
1. "Beat Me Senseless" (2:07)
2. "High Price on Our Heads" (2:19)
3. "Letter Bomb" (1:05)
4. "In Your Eyes" (0:43)
5. "Making the Bombs" (3:26)
6. "All Wound Up" (1:38)
7. "Coup D'Etat" (1:51)
8. "Mrs. Jones" (1:51)
9. "Back Against the Wall" (1:47)
10. "Casualty Vampires" (2:20)
11. "I Don't" (2:06)
12. "Making Time" (2:23)
13. "Junk Mail" (1:02)
14. "I, I & I" (2:08)
15. "World Up My Ass" (1:15)
16. "I Just Want Some Skank" (1:13)
17. "Beverly Hills" (1:02)
18. "The Crowd" (1:30)
19. "When the Shit Hits the Fan" (2:33)
20. "Deny Everything" (0:36)
21. "Wonderful" (2:32)
22. "Wild in the Street" (2:58)